# Kantońska Wikipedia
Kantońska Wikipedia – edycja językowa Wikipedii tworzona w języku kantońskim. Wersja ta, wg stanu na 2016 rok, liczy 144 036 artykułów.